# Anton Valens
Anton Valens (Paterswolde, 17 januari 1964 – Amsterdam, 7 november 2021) was een Nederlands kunstschilder en schrijver. 
Valens kreeg zijn schilderopleiding aan de Gerrit Rietveld Academie en Rijksacademie en was daarnaast werkzaam in de thuiszorg. Hij brak in 2004 als schrijver door met Meester in de hygiëne. In 2016 werd aan hem de F. Bordewijk-prijs 2016 toegekend wegens Het compostcirculatieplan, een roman over verlies, dood en leven. In hetzelfde jaar werd bij Valens kanker geconstateerd. Hij overleed in november 2021 op 57-jarige leeftijd.

## Publicaties
- 2004 - Meester in de hygiëne. Augustus, Amsterdam (2004). ISBN 90-457-0391-2.
- 2008 - Dweiloorlog. Augustus, Amsterdam. ISBN 978-90-457-0382-4.
- 2008 - Ik wilde naar de rand van Beijing. Augustus, Amsterdam (19 juni 2008). ISBN 978-90-457-0170-7.
- 2009 - Vis. Augustus, Amsterdam (1993). ISBN 978-90-457-0255-1.
- 2012 - Het boek Ont. Atlas Contact, Amsterdam. ISBN 978-90-457-0549-1.
- 2016 - Het compostcirculatieplan, Amsterdam. ISBN 978-90-254-4685-7.
- 2019 - Chalet 152. Uitgeverij Augustus, Atlas Contact, Amsterdam. ISBN 978-90-254-5783-9.
- 2022 - Een wagon vol duivels. Uitgeverij Augustus, Atlas Contact, Amsterdam. ISBN 978-90-254-5364-0.

## Prijzen
- Marten Toonder/Geertjan Lubberhuizenprijs 2004 voor Meester in de hygiëne
- Lucy B. en C.W. van der Hoogtprijs 2006 voor Meester in de hygiëne
- Tzumprijs 2013 voor een zin uit Het boek Ont
- F. Bordewijk-prijs 2016 voor Het compostcirculatieplan[5]

## Nominaties
- Academica Debutantenprijs 2005 voor Meester in de hygiëne
- AKO Literatuurprijs 2012 voor Het boek Ont